# 14 octobre
Pour les articles homonymes, voir Quatorze-Octobre.
14 septembre 14 novembre
Chronologies thématiques
- Croisades
- Ferroviaires
- Sports
- Disney
- Anarchisme
- Catholicisme

Abréviations / Voir aussi
- (° 1852) = né en 1852
- († 1885) = mort en 1885
- a.s. = calendrier julien
- n.s. = calendrier grégorien
- Calendrier
- Calendrier perpétuel
- Liste de calendriers
- Naissances du jour

Le 14 octobre est le 287e jour de l'année du calendrier grégorien, 288e lorsqu'elle est bissextile (il en reste ensuite 78).
C'était généralement l'équivalent du 23 vendémiaire du calendrier républicain français, officiellement dénommé jour du navet.

## Événements

### XIesiècle
- 1066 : bataille de Hastings (conquête normande de l'Angleterre). Les Normands de Guillaume le Conquérant battent les troupes anglo-saxonnes du roi Harold.

### XIVesiècle
- 1322 : victoire écossaise, à la bataille d'Old Byland pendant la première guerre d'indépendance de l'Écosse.

### XVIIIesiècle
- 1758 : victoire autrichienne, à la bataille de Hochkirch, pendant la guerre de Sept Ans.

### XIXesiècle
- 1805 :
  - bataille d'Elchingen. Les troupes françaises du maréchal Ney triomphent, sur les forces autrichiennes du maréchal von Riesch.
  - combat de Memmingen. Victoire française menée par Nicolas Soult.
- 1806 :
  - bataille d'Iéna (campagne de Prusse et de Pologne). Victoire de l'armée impériale française, commandée par l'Empereur Napoléon Ier, sur les forces prussiennes et saxonnes.
  - bataille d'Auerstadt (campagne de Prusse et de Pologne). Les troupes françaises de Davout sortent victorieuses, parallèlement à celles de Napoléon sur le front d'Iéna.
- 1809 : traité de Schönbrunn (campagne d'Allemagne et d'Autriche).
- 1863 : victoire de l'Union, à la bataille de Bristoe Station pendant la guerre de Sécession.

### XXesiècle
- 1914 : annexion de l'Épire du Sud par la Grèce, en Albanie.
- 1920 : signature du traité de Tartu, entre la république socialiste fédérative soviétique de Russie, l'Estonie et la Finlande.
- 1933 : l'Allemagne quitte la Société des Nations, et la Conférence mondiale pour le désarmement.
- 1939 : le sous-marin U-47 coule le HMS Royal Oak, en rade de Scapa Flow.
- 1943 : 
  - révolte de Sobibor.
  - création d'un État fantoche des Philippines, par l'empire du Japon.
- 1952 : début de la bataille de Triangle Hill, pendant la guerre de Corée.
- 1957 : 
  - Élisabeth II ouvre personnellement la 23e législature du Canada.
  - grande inondation de Valence.
- 1964 : Léonid Brejnev succède à Nikita Khrouchtchev, en tant que premier secrétaire du Comité central du Parti communiste de l'Union soviétique.
- 1962 : Rudolf Anderson survole Cuba en U-2, et découvre des sites de missiles soviétiques, ce qui déclenchera la crise des missiles de Cuba.
- 1981 : Hosni Moubarak devient le 4e président de la république arabe d'Égypte.
- 1997 : le cortège emportant les restes de Che Guevara quitte La Havane, pour le mausolée de Santa Clara.

### XXIesiècle
- 2004 : Norodom Sihamoni est le nouveau roi du Cambodge.
- 2014 : les insurgés Houthis s'emparent du port stratégique d'Al-Hodeïda, sur la mer Rouge, sans rencontrer de résistance de la part des autorités yéménites.
- 2017 : 
  - l'explosion de deux camions piégés à Mogadiscio, la capitale de la Somalie, tue au moins 587 personnes et en blesse 316 autres.
  - l’armée arabe syrienne reconquiert la ville de Mayadine, la nouvelle capitale de facto de l’EIIL.
- 2018 :
  - en Allemagne, élections législatives régionales en Bavière.
  - En Belgique, élections communales et provinciales.
  - Au Luxembourg, élections législatives.
- 2021 : en Norvège, Jonas Gahr Støre est nommé Premier ministre après huit ans au pouvoir d'Erna Solberg[1].
- 2023 : 
  - en Australie, le référendum constitutionnel voit le rejet de la création d'un organe consultatif des Aborigènes et Indigènes du détroit de Torrès[2].
  - en Nouvelle-Zélande, après six ans d'opposition, le Parti national remporte la majorité relative aux élections législatives[3].

## Arts, culture et religion
- 1670 : première du Bourgeois Gentilhomme de Molière, à Chambord[4], devant Louis XIV en personne.
- 1888 : date présumée du tournage du premier film de l'histoire, Une scène au jardin de Roundhay.
- 1952 : à Marseille, inauguration de la Cité radieuse de Le Corbusier.
- 1956 : Bhimrao Ramji Ambedkar quitte l'hindouisme et se convertit au bouddhisme avec 380 000 intouchables, initiant les débuts du mouvement bouddhiste dalit et un renouveau du bouddhisme en Inde.
- 1996 :  Sortie du second single, Say You'll Be There, du girl-group Spice Girls, qui fut no 1 dans de nombreux pays.
- 2018 : à Rome, le pape François canonise sept personnes, dont le pape Paul VI et Óscar Romero.

## Sciences et techniques
- 1947 : premier vol supersonique, en Californie, par Chuck Yeager avec le Bell X-1.
- 1968 : Walter Cunningham, Walter Schirra et Donn Eisele, les trois cosmonautes d'Apollo 7, communiquent avec la Terre, durant la première émission télévisée retransmise depuis l'espace.[réf. nécessaire]
- 2012 : Felix Baumgartner saute en chute libre de plus de 39 000 m d'altitude, et atteint Mach 1,24, battant plusieurs records mondiaux.
- 2023 : une éclipse solaire est visible ce jour en commençant dans le Pacifique Nord, l'Ouest des États-Unis, le Golfe du Mexique, la péninsule du Yucatan, l'Amérique centrale, lAmérique du Sud, la Colombie, le Brésil pour finir dans l'Atlantique, au large de la pointe Est du Brésil[5].

- 2024 : la sociologue Eva Illouz (photo) reçoit le prix Aby-Warburg, attribué tous les quatre ans[6].

## Économie et société
- 1773 : la république des Deux Nations crée la Commission de l'éducation nationale, considérée comme le premier ministère de l'éducation moderne.
- 1964 : le prix Nobel de la paix est attribué à Martin Luther King. Il recevra son prix le 10 décembre suivant, à Oslo (Norvège).
- 1968 : l'athlète américain Jim Hines devient le premier homme à courir le 100 mètres en moins de 10 secondes (aux Jeux olympiques de Mexico)[7].
- 2019 : 
  - le prix Nobel d’économie est attribué à l'Américain d'origine indienne Abhijit Banerjee, la Franco-américaine Esther Duflo et à l'Américain Michael Kremer, spécialistes de l'Économie du développement « pour leur analyse de la réduction de la pauvreté »[8].
  - En Espagne, le verdict dans le procès des indépendantistes catalans est rendu public, et déclenche des émeutes en Catalogne[9].
- 2021 : à Taïwan, un incendie dans un immeuble de Kaohsiung fait 46 morts et 41 blessés[10].
- 2024 : Daron Acemoğlu, Simon Johnson et James A. Robinson remportent le prix Nobel d'économie pour leurs travaux « sur la manière dont les institutions se forment et affectent la prospérité »[11].

## Naissances

### XIIIesiècle
- 1257 : Przemysl II, roi de Pologne de 1295 à 1296 († 8 février 1296).

### XVesiècle
- 1404 : Marie d'Anjou, reine de France de 1422 à 1461, épouse de Charles VII († 29 novembre 1463).
- 1410 : Jacques Jouvenel des Ursins, prélat français († 12 mars 1457).
- 1423 : Jean de Haynin, chevalier bourguignon († 12 mai 1495).
- 1427 : Alesso Baldovinetti, peintre italien († 29 août 1499).

### XVIesiècle
- 1542 : Akbar (Jalâluddin Muhammad Akbar / جلال الدين محمّد أكبر dit), empereur moghol de 1556 à 1605 († 15 octobre 1605).
- 1563 : Jodocus Hondius, cartographe néerlandais († 12 février 1612).
- 1584 : Jean Zamet, militaire français († 3 septembre 1622).
- 1591 : Jodelet (Julien Bedeau dit), comédien français († 26 mars 1660).
- 1598 : Nicolas de Neufville de Villeroy, militaire français  († 28 novembre 1685).

### XVIIesiècle
- 1609 :  Ernest-Gonthier, duc de Schleswig-Holstein-Sonderbourg-Augustenbourg († 18 janvier 1688).
- 1612 : Hyacinthe Boniface, avocat français († 22 juillet 1699).
- 1631 : Pierre Deschien, financier français († 1704).
- 1633 : Jacques II, roi d'Angleterre et roi d'Écosse (Jacques VII) de 1685 à 1688 († 16 septembre 1701).
- 1639 : Simon van der Stel, colon néerlandais († 24 juin 1712).
- 1641 : Mathurin Renaud, pionnier français en Nouvelle-France († 1677).
- 1643 : Bahâdur Shâh Ier (قطب الدین محمد بہادر شاه), empereur moghol de 1707 à 1712 († 21 février 1712).
- 1644 : William Penn, colon anglais, fondateur de la Pennsylvanie († 30 juillet 1718).
- 1653 : Marie Poussepin, religieuse française († 24 janvier 1744).
- 1662 : Pierre-Gabriel Marais, prêtre catholique français, missionnaire au Canada († 15 septembre 1714)
- 1665 : Francesco Acquaviva d'Aragona, cardinal italien († 9 janvier 1725).
- 1682 : Armand-François d'Avaugour, comte de Vertus († 12 janvier 1734).
- 1687 : Robert Simson, mathématicien écossais († 1er octobre 1768).
- 1690 :
  - Léopold-Philippe d'Arenberg, militaire belge († 4 mars 1754).
  - Isaac de Thellusson, banquier suisse († 5 septembre 1755).

### XVIIIesiècle
- 1712 : George Grenville, homme d'État britannique, Premier ministre de 1763 à 1765 († 13 novembre 1770).
- 1718 : François-Jean Orceau de Fontette, militaire français († 6 avril 1794).
- 1721 : Pierre Victor de Besenval de Brünstatt, militaire suisse († 2 juin 1791).
- 1729 : Michel de Bancalis de Lormet, militaire français († après 1780).
- 1733 : François Sébastien de Croix de Clerfayt, militaire autrichien († 21 juillet 1798).
- 1734 : Francis Lightfoot Lee, homme politique américain († 11 juillet 1797).
- 1737 : Arnaud de Laporte, homme d'État français, ministre de la Marine en 1789 († 23 août 1792).
- 1743 : Charles-Louis Tarieu de Lanaudière, militaire canadien († 2 octobre 1811).
- 1745 : Charles Mannay, évêque français († 5 décembre 1824).
- 1746 : Johannes Baptista Verheyen, homme politique néerlandais, président de la régence d'État de 1802 à 1803 († 23 octobre 1814).
- 1747 : Edmond Louis Alexis Dubois-Crancé, homme politique français, président de la Convention nationale en 1793 et ministre de la Guerre en 1799 († 28 juin 1814).
- 1749 : Louis-Amable Quévillon, sculpteur canadien († 9 mars 1823).
- 1750 :
  - Cornelis Ignatius Branger, homme politique néerlandais († 8 février 1803).
  - Willem Anne Lestevenon, homme politique néerlandais († 4 octobre 1830).
- 1760 : Jean-Baptiste Boucheseiche, géographe français († 4 janvier 1825).
- 1766 : Louis Chaboillez, homme politique canadien († 19 juillet 1813).
- 1769 :
  - Antoine-Marie Chamans Comte de Lavalette, militaire et haut fonctionnaire français († 15 février 1830).
  - Pierre Gérard Vassal, médecin français († 1840).
- 1776 :
  - Claude-Nicolas Chatillon, compositeur et dramaturge français († 26 janvier 1826).
  - Robert Townsend Farquhar, homme politique britannique († 20 mars 1830).
- 1782 : Emmanuel Frédéric Imlin, orfèvre français († 4 janvier 1831).
- 1784 : Ferdinand VII, roi d'Espagne en 1808 puis de 1813 à 1833 († 29 septembre 1833).
- 1786 : Julius Jacob von Haynau, militaire autrichien († 14 mars 1853).
- 1788 : Edward Sabine, astronome britannique († 26 juin 1883).
- 1789 : Fernand de Rohan-Chabot, militaire français († 10 septembre 1869).
- 1797 :
  - Félix Duban, architecte français († 8 octobre 1870).
  - Jean Crespon, naturaliste français († 1er août 1857).
  - Ida Pfeiffer, exploratrice autrichienne († 27 octobre 1858).
- 1800 :
  - John Hogan, sculpteur britannique († 1858).
  - Louis de Viel-Castel, historien et diplomate français († 6 octobre 1887).

### XIXesiècle
- 1801 :
  - Joseph Plateau, physicien et mathématicien belge († 15 septembre 1883).
  - Armand Trousseau, médecin français († 27 juin 1867).
- 1804 : Carl Timoleon von Neff, peintre de l'Empire russe († 5 janvier 1877).
- 1808 : Mathieu Laffite, publicitaire français († 1882).
- 1811 : Bonaventure Petit, musicien français († 3 mars 1901).
- 1812 : Auguste Garnier, libraire français († mai 1887).
- 1814 :
  - Édouard Baille, peintre français († 22 mai 1888).
  - Jules Helot, chirurgien français († 16 avril 1873).
  - Maurice Lachâtre, éditeur français († 9 mars 1900).
- 1817 : Marcus Thrane, homme politique et journaliste norvégien († 30 avril 1890).
- 1819 : Claude-Antoine Ducis, historien français († 3 janvier 1895).
- 1824 : Jules, prince de Schleswig-Holstein-Sonderbourg-Glücksbourg († 1er juin 1903).
- 1829 : Charles Joret, philologue français († 27 décembre 1914).
- 1832 :
  - Frédéric Desmons, homme politique français († 4 janvier 1910).
  - Jean Roussel-Despierres, magistrat français († v. 1905).
- 1840 : Friedrich Kohlrausch, physicien allemand († 17 janvier 1910).
- 1846 : Jean-Pierre Rousselot, phonéticien français († 16 décembre 1924).
- 1853 : Marià Vayreda, écrivain catalan († 6 février 1903).
- 1856 :
  - Louis-Gustave Binger, explorateur français († 10 novembre 1936).
  - Vernon Lee (Violet Paget dite), écrivaine anglaise († 13 février 1935).
- 1859 : Ravachol (François Claudius Koënigstein dit), anarchiste français († 11 juillet 1892).
- 1862 :
  - Alexandre Goutchkov (Александр Иванович Гучков), homme d'État russe († 14 février 1936).
  - Paul Maillefer, homme politique suisse († 9 janvier 1929).
- 1869 : Georges Sagnac, physicien français († 14 février 1936).
- 1872 : Reginald Frank Doherty, joueur de tennis britannique († 29 décembre 1910).
- 1873 :
  - Raymond Clarence « Ray » Ewry, athlète américain († 29 septembre 1937).
  - Fernand Gregh, critique littéraire et académicien français († 5 janvier 1960).
  - Jules Rimet, dirigeant de football français († 15 octobre 1956).
- 1876 : Jules Bonnot, anarchiste français († 28 avril 1912).
- 1879 : Miles Franklin, écrivaine australienne († 19 septembre 1954).
- 1882 : Éamon de Valera, homme politique et professeur irlandais, président d'Irlande de 1921 à 1922 puis de 1959 à 1973 († 29 août 1975).
- 1886 : Salvador Moreno Fernández, officier de marine puis homme politique espagnol, ministre franquiste († 2 mai 1966).
- 1888 : Katherine Mansfield (Kathleen Beauchamp dite), femme de lettres néo-zélandaise († 9 janvier 1923).
- 1890 :
  - Louis Delluc, réalisateur de cinéma français († 22 mars 1924).
  - Dwight David Eisenhower, militaire et homme politique américain, 34e président des États-Unis de 1953 à 1961 († 28 mars 1969).
- 1893 : Lillian Gish (deGuiche), actrice américaine († 27 février 1993).
- 1898 : Maurice Martenot, musicien français († 8 octobre 1980).
- 1900 : William Edwards Deming, statisticien américain († 20 décembre 1993).

### XXesiècle
- 1902 :
  - Pierre Danel, ingénieur français († 13 septembre 1966).
  - Learco Guerra, cycliste sur route italien († 7 février 1963).
  - René Hamel, coureur cycliste et résistant français, champion olympique par équipe en 1924 († 7 novembre 1992).
- 1903 : 
  - Constant Colmay, officier de marine français, compagnon de la Libération († 25 novembre 1965).
  - José Luccioni, artiste lyrique français († 5 octobre 1978).
- 1904 :
  - Jean Gilles, général français († 10 août 1961).
  - Christian Pineau, homme politique et résistant français († 5 avril 1995).
- 1906 : Johanna « Hannah » Arendt, philosophe allemande († 4 décembre 1975).
- 1909 :
  - Robert Mercier, footballeur français († 15 septembre 1958).
  - Bernd Rosemeyer, pilote automobile allemand († 28 janvier 1938).
- 1910 : John Wooden, entraîneur de basket américain († 4 juin 2010).
- 1911 :
  - Lê Đức Thọ, homme politique et diplomate vietnamien († 13 octobre 1990).
  - Thorington Caldwell « Thor » Putnam, artiste américain († 26 janvier 2001).
- 1914 : Raymond Davis Jr., chimiste et physicien américain, prix Nobel de physique 2002 († 31 mai 2006).
- 1915 : Marie Dubois, résistante française († 8 avril 1945).
- 1916 : Jack Arnold, réalisateur américain († 17 mars 1992).
- 1918 :
  - Marcel Chaput, homme politique canadien († 19 janvier 1991).
  - Thelma Coyne Long, joueuse de tennis australienne († 13 avril 2015).
  - Jacqueline Porel, actrice française, deuxième épouse de François Périer et mère de Jean-Marie Périer († 29 avril 2012).
- 1922 : 
  - Robert Chapatte, journaliste et ancien cycliste français († 19 janvier 1997).
  - Maurice Favières, animateur de radio et de télévision français († 11 avril 2016).
- 1924 :
  - Alain Carrier, affichiste français († 17 décembre 2020).
  - Gil Delamare, cascadeur français († 31 mai 1966).
- 1925 : André-Jacques Marie, athlète de haies français.
- 1927 :
  - Thomas Luckmann, sociologue slovène († 10 mai 2016).
  - Roger Moore, acteur britannique († 23 mai 2017).
  - Paulette Angel Rosenberg, survivante puis témoin de la Shoah auprès de générations suivantes.
- 1928 : Arnfinn Bergmann, sauteur à ski norvégien († 13 février 2011).
- 1929 :
  - André d'Allemagne, enseignant et politologue canadien († 1er février 2001).
  - Yvon Durelle, boxeur canadien († 6 janvier 2007).
- 1930 : Mobutu Sese Seko, homme politique et militaire zaïrois, président-dictateur de la république démocratique du Congo/Zaïre de 1965 à 1997 († 7 septembre 1997).
- 1931 :
  - Heinz Fütterer, athlète allemand († 10 février 2019).
  - István Gulyás, joueur de tennis hongrois († 31 juillet 2000).
  - Rafael Puyana, claveciniste colombien († 1er mars 2013).
- 1933 : 
  - Pierre Fabre, acteur français († 24 mars 2006).
  - Wilfried Dietrich, lutteur allemand, quintuple médaillé olympique († 3 juin 1992).
- 1936 : 
  - Guy Cotten, homme d'affaires breton († 3 avril 2013).
  - Dyanne Thorne, actrice américaine († 28 janvier 2020).
- 1937 : Luc Moullet, réalisateur et producteur de cinéma français.
- 1938 :
  - John Dean, homme d'État américain.
  - Farah Pahlavi (فرح پهلوی), ancienne impératrice d'Iran de 1967 à 1979, veuve exilée du chah déchu Mohammad Reza Pahlavi.
- 1939 : Ralph Lauren (Ralph Lifschitz dit), styliste américain.
- 1940 :
  - Donna Floyd, joueuse de tennis américaine.
  - Robert Grossmann, homme politique français.
  - Cliff Richard (Harry Rodger Webb dit), chanteur britannique.
- 1941 :
  - Peter Ducke, footballeur est-allemand.
  - Roger Taylor, joueur de tennis britannique.
- 1942 : 
  - Suzzanna (Suzanna Martha Frederika van Osch dite), actrice indonésienne († 15 octobre 2008).
  - Péter Nádas, écrivain hongrois.
- 1944 : Udo Kier, acteur allemand.
- 1945 : Allan Stone, joueur de tennis australien.
- 1946 :
  - François Bozizé, homme politique centrafricain, président de la République centrafricaine de 2003 à 2013.
  - David Justin Hayward, musicien britannique du groupe The Moody Blues.
  - Dan McCafferty, chanteur écossais du groupe Nazareth. († 8 novembre 2022).
  - Albert « Al » Oliver, joueur de baseball américain.
- 1947 :
  - Sébastien Balibar, physicien français.
  - Bernard Ginoux, prélat français.
  - Bruno Masure, journaliste français.
  - Suzana Petersen, joueuse de tennis brésilienne.
- 1948 :
  - Marcia Barrett, chanteuse jamaïcaine.
  - André Guesdon, footballeur français († 15 septembre 2020).
- 1949 : 
  - Françoise Pascal, actrice britannique.
  - David William « Dave » Schultz, hockeyeur canadien.
- 1950 : 
  - Nicolas Brimo, journaliste français.
  - Marc Robine, chanteur français († 26 août 2003).
- 1951 : Patrick Artus, économiste français.
- 1952 :
  - Nikolai Andrianov (Никола́й Ефи́мович Андриа́нов), gymnaste soviétique († 21 mars 2011).
  - Claude Ferragne. athlète canadien de saut en hauteur.
  - Kaija Saariaho, compositrice finlandaise. († 2 juin 2023).
- 1953 : Aldo Maldera, footballeur italien († 1er août 2012).
- 1955 : 
  - Thomas Keller, cuisinier américain.
  - Richard Wagamese, écrivain canadien († 10 mars 2017).
- 1956 :
  - Beth Daniel, golfeuse américaine.
  - Peter Lüscher, skieur suisse.
  - Rosalina Tuyuc, femme politique et militante guatémaltèque des droits de l'homme et de la femme.
- 1957 :
  - Philippe Bracaval, homme politique belge.
  - Michel Després, homme politique canadien.
  - Michel Ettorre, footballeur français.
- 1958 :
  - Thomas Dolby, musicien et chanteur anglais.
  - Béatrice Pavy, femme politique française.
- 1959 : 
  - Alexeï Kasatonov (Алексей Викторович Касатонов), hockeyeur sur glace puis entraîneur et dirigeant sportif soviétique puis russe.
  - Bérengère Poletti, femme politique française.
- 1960 :
  - Stephen « Steve » Cram, athlète britannique.
  - Olivier Mathieu, écrivain français.
- 1962 : 
  - Trevor Goddard, acteur britannique († 7 juin 2003).
  - Jaan Ehlvest, joueur d'échecs estonien.
- 1963 :
  - Frédéric Lefebvre, homme politique français.
  - Lori Petty, actrice américaine.
- 1964 :
  - Jérôme Bel, danseur et chorégraphe français.
  - Ludo Dierckxsens, coureur cycliste belge.
  - Joe Girardi, joueur et gérant de baseball américain.
  - David Kaye, acteur canadien.
  - RoBERT (Myriam Roulet dite), chanteuse française.
- 1965 :
  - Stephen John « Steve » Coogan, acteur britannique.
  - Éric Lada, footballeur français.
- 1967 :
  - Gérald De Palmas (Gérald Gardrinier dit), chanteur français.
  - Sylvain Lefebvre, hockeyeur canadien.
  - Lionel Melet, acteur français.
  - Alain Roche, footballeur français.
  - Savanna Samson, actrice pornographique américaine.
  - Jon Seda, acteur américain.
  - Vincent Warnier, organiste français.
- 1968 : Dwayne Schintzius, basketteur américain († 15 avril 2012).
- 1969 : Collier « P. J. » Brown, basketteur américain.
- 1970 :
  - Richard Charest, chanteur québécois naturalisé français.
  - Stanley Jackson, basketteur français d'origine américaine.
- 1971 :
  - Jorge Costa, footballeur portugais.
  - Frédéric Guesdon, coureur cycliste français.
  - Alexandra Lamy, humoriste et actrice française.
  - Antónios Nikopolídis (Αντώνιος Νικοπολίδης), footballeur grec.
- 1972 :
  - Nicolas Berenger, skipper français.
  - Erika de Lone, joueuse de tennis américaine.
  - Miguel Ángel Martín Perdiguero, coureur cycliste espagnol.
  - Bert Roesems, coureur cycliste belge.
- 1973 :
  - Steven Bradbury, patineur australien.
  - George Floyd Jr., homme afro-américain († 25 mai 2020 lors d'une interpellation policière à Minneapolis, Minnesota, États-Unis).
  - Anthony Le Duey, duathlète français.
- 1974 : Viktor Röthlin, athlète de marathon suisse.
- 1975 :
  - Floyd Landis, coureur cycliste américain.
  - Iván Parra, coureur cycliste colombien.
  - Brandon Slay, lutteur américain, champion olympique.
- 1976 :
  - Daniel Tjärnqvist, hockeyeur sur glace suédois.
  - Andreas Widhölzl, sauteur à ski autrichien.
- 1977 : Tania Young, animatrice de télévision française.
- 1978 :
  - Paul Hunter, joueur de snooker britannique († 9 octobre 2006).
  - Kathleen Rubins, astronaute américaine
  - Usher (Usher Raymond IV dit), chanteur américain.
- 1979 :
  - Stacy Keibler, actrice américaine.
  - Rodrigo Alvaro Tello Valenzuela, footballeur chilien.
- 1980 :
  - Julien Desrosiers, hockeyeur sur glace franco-canadien.
  - Benjamin John « Ben » Whishaw, acteur britannique.
- 1981 : John Paul « Boof » Bonser, joueur de baseball américain.
- 1982 : Kazuki Nishishita (西下和記), sauteur à ski japonais.
- 1983 :
  - Renato Civelli, footballeur argentin.
  - Lin Dan (林丹), joueur de badminton chinois.
- 1985 :
  - Vitaly Fridzon (Витaлий Валерьевич Фридзoн), basketteur russe.
  - Martial Mbandjock, athlète de sprint français.
- 1986 :
  - Kelly-Ann Baptiste, athlète de sprint trinidadienne.
  - Wesley Matthews, basketteur américain.
  - Alisha Tatham, basketteuse canadienne.
- 1989 :
  - Kateřina Elhotová, basketteuse tchèque.
  - Doriane Tahane, basketteuse française.
  - Mia Wasikowska, actrice australienne.
- 1992 : Savannah Outen, chanteuse américaine.
- 1993 : Sabrine Bouzenna, basketteuse française.

### XXIesiècle
- 2004 : Gabriel Bortoleto : Pilote automobile brésilien

## Décès

### IIIesiècle
- Vers 222, un 14 octobre selon certaine(s ?) source : Saint Calixte Ier (ou Calliste), 16e évêque de Rome et pape chrétien d'environ 217 à cette mort (voir saints, dicton et fêtes à souhaiter avec variantes de prénoms plus bas ci-après) (° vers 155).

### Xesiècle
- 962 : Adèle de Normandie, duchesse d'Aquitaine (° vers 912).

### XIesiècle
- 1066 : Harold II, roi d'Angleterre en 1066 (° 1022).

### XIIesiècle
- 1103 : Humbert II, comte de Savoie (° après 1065).
- 1153 : Henri Murdac, prélat britannique (° inconnue).

### XIIIesiècle
- 1217 : Isabelle de Gloucester, reine d'Angleterre, épouse du roi Jean (° inconnue).
- 1243 : Hedwige de Silésie, religieuse polonaise, sainte de l'Église catholique (° 1174).
- 1279 : Waléran IV, duc de Limbourg (° 1246).

### XIVesiècle
- 1310 : Blanche d'Anjou, reine d'Aragon de 1295 à 1310 (° 1280).

### XVIesiècle
- 1517 : Hugues des Hazards, prélat français (° 1454).
- 1552 : Oswald Myconius, théologien suisse (° 1488).
- 1558 : Mellin de Saint-Gelais, poète français (° vers 1491).
- 1568 : Jacques Arcadelt, compositeur flamand (° vers 1504).

### XVIIesiècle
- 1617 : Isaac Arnauld, intendant français (° 1566).
- 1619 : Samuel Daniel, poète anglais (° 1562).
- 1632 : François II, duc de Lorraine (° 27 février 1572).
- 1638 : Gabriello Chiabrera, poète italien (° 18 juin 1552).
- 1671 : Pierre Borel, botaniste français (° vers 1620).
- 1687 : Sari Süleyman Pacha, Grand Vizir de l’Empire ottoman (° vers 1627).
- 1688 : Joachim von Sandrart, peintre et graveur allemand (° 12 mai 1606).
- 1696 : Mohamed Bey El Mouradi (محمد باي المرادي), bey de Tunis (° inconnue).

### XVIIIesiècle
- 1721 : Jean de Palaprat, dramaturge français (° mai 1650).
- 1731 : Johann Ferdinand Adam von Pernau, ornithologue autrichien (° 7 novembre 1660).
- 1734 : Cardin Lebret, homme politique français (° 16 octobre 1675).
- 1737 : Olivier-François Sauvage, écrivain français (° v. 1665).
- 1749 : Franz de Trenck, militaire autrichien (° 1er janvier 1711).
- 1758 : Wilhelmine de Bayreuth, princesse prussienne et margravine de Bayreuth (° 3 juillet 1709).
- 1771 : František Brixi, compositeur tchèque (° 2 janvier 1732).
- 1773 : Amédée François Frézier, explorateur français (° 4 juillet 1682).
- 1782 : Auguste-Marie Poullain-Duparc, homme de loi français (° 7 septembre 1703).
- 1799 : Pierre-Charles-Louis Baudin, homme politique français (° 18 décembre 1748).

### XIXesiècle
- 1803 :
  - Hercule III, duc de Modène (° 22 novembre 1727).
  - Louis-Claude de Saint-Martin, philosophe français (° 18 janvier 1743).
- 1806 : Joseph Higonet, militaire français (° 11 décembre 1771).
- 1817 : John Philpot Curran, avocat irlandais (° 24 juillet 1750).
- 1829 : André-Daniel Laffon de Ladebat, financier français (° 30 novembre 1746).
- 1831 :
  - Henri François Marie Charpentier, militaire français (° 23 juin 1769).
  - Jean-Louis Pons, astronome français (° 24 décembre 1761).
- 1836 : Jean Le Marois, militaire et homme politique français (° 17 mars 1777).
- 1837 : Luigi Frezza, prélat italien (° 27 mai 1783).
- 1846 : Paul Thiébault, général français (° 14 décembre 1769).
- 1850 : Caroline Branchu, chanteuse française (° 2 novembre 1780).
- 1856 : 
  - Louis-Gustave Binger, officier, explorateur de l’Afrique de l'Ouest et administrateur colonial français (° 10 novembre 1936).
  - Johann Kaspar Mertz, compositeur hongrois (° 17 août 1806).
- 1857 : Johan Christian Dahl, peintre norvégien (° 24 février 1788).
- 1858 : Alfred Tonnellé, écrivain français (° 5 décembre 1831).
- 1872 : Albert de Prusse, prince et militaire prussien (° 4 octobre 1809).
- 1879 : Ferdinand Kürnberger, écrivain autrichien (° 3 juillet 1821).
- 1882 : Casimir Davaine, médecin français (° 19 mars 1812).
- 1883 :
  - Ariste Jacques Trouvé-Chauvel, homme politique français (° 29 octobre 1805).
  - Aimé Raphaël Villedieu de Torcy, homme politique français (° 16 mars 1826).
- 1884 :
  - Frédéric, landgrave de Hesse-Cassel (° 26 novembre 1820).
  - Ramón Allende Padín, homme politique et médecin chilien (° 19 mars 1845).
- 1885 : Thomas Davidson, paléontologue britannique (° 17 mai 1817).
- 1888 : Augustin Feyen-Perrin, peintre français (° 12 avril 1826).
- 1892 : Louis Chaumontel, homme politique et avocat français (° 2 octobre 1828).
- 1893 : Camille Margaine, homme politique français (° 4 septembre 1829).
- 1895 : Robert Kingsford, footballeur anglais (° 23 décembre 1849).
- 1898 : Anatole Guindey, homme politique français (° 16 janvier 1834).

### XXesiècle
- 1909 : John Prentiss Poe, magistrat américain (° 22 août 1836).
- 1910 : Sydney Ringer, scientifique britannique (° 1835).
- 1911 : John Marshall Harlan, homme de loi américain (° 1er juin 1833).
- 1917 : Henry Bocage, dramaturge français (° 1835).
- 1918 : Mohamed Gherainia, militaire algérien (° 5 juillet 1891).
- 1919 :
  - Simon Hugh Holmes, homme politique canadien (° 30 juillet 1831).
  - Georges Veillat, haut fonctionnaire français (° 1er juin 1862).
- 1932 : Napoléon Louis Joseph Jérôme Bonaparte, militaire français (° 16 juillet 1864).
- 1934 : Mikhaïl Matiouchine (Михаил Васильевич Матюшин), peintre russe (° 1861).
- 1937 :
  - John W. Glenister, éditeur de pulps magazines et de comics américain (° 11 janvier 1874).
  - Mysterious Billy Smith (Amos M. Smith dit), boxeur canadien (° 15 mai 1871).
  - Robert de La Vaissière, écrivain français (° 20 mars 1880).
- 1938 : Victor Judet, homme politique français (° 30 avril 1871).
- 1940 : Diana Karenne, actrice ukrainienne (° 1888).
- 1941 : Hjalmar Söderberg, écrivain suédois (° 2 juillet 1869).
- 1943 : Thomas James « Jimmy » Matthews, joueur de cricket australien (° 3 avril 1884).
- 1944 : Erwin Rommel, militaire allemand (° 15 novembre 1891).
- 1946 : Jean Charles-Brun, félibre français (° 29 décembre 1870).
- 1947 : André Liminana, footballeur français (° 25 mai 1899).
- 1948 : Dale Fuller, actrice américaine (° 17 juin 1885).
- 1949 : Fritz Leiber, acteur américain (° 31 janvier 1882).
- 1953 : Noëlle Roger, femme de lettres suisse (° 25 septembre 1874).
- 1955 : Charles Frey, homme politique français (° 26 février 1888).
- 1956 :
  - Jehanne d'Alcy, actrice française, veuve de Georges Méliès (° 20 mars 1865).
  - Owen Davis, scénariste américain (° 29 janvier 1874).
  - Jules Richard, mathématicien français (° 12 août 1862).
- 1957 : Raymond Renefer (Jean-Constant-Raymond Fontanet dit), dessinateur et peintre français (° 2 juin 1879).
- 1958 : Douglas Mawson, explorateur australien (° 5 mai 1882).
- 1959 :
  - Alcide Delmont, homme politique français (° 2 octobre 1874).
  - Errol Flynn, acteur américain (° 20 juin 1909).
  - Phetsarath Rattanavongsa, prince et homme politique laotien (° 19 janvier 1890).
- 1960 :
  - Sigurd Hoel, écrivain norvégien (° 14 décembre 1890).
  - Jean Nabert, philosophe français (° 27 juin 1881).
- 1961 : Paul Ramadier, homme politique français (° 17 mars 1888).
- 1962 : Jacques Majorelle, peintre français (° 7 mars 1886).
- 1964 : « Bienvenida » (Manuel Mejías y Rapela dit), matador espagnol (° 1er septembre 1884).
- 1964 : Jane Stick, chanteuse et comédienne française (° 10 avril 1890)
- 1965 : Burt Balaban, réalisateur américain (° 6 mars 1922).
- 1966 : Antonin Berval (Antonin Pasteur dit), acteur français (° 12 décembre 1891).
- 1967 : 
  - Marcel Aymé, écrivain, scénariste et dialoguiste français (° 29 mars 1902).
  - Claire Sainte-Soline (Nelly Fouillet dite), femme de lettres française jurée du prix Femina (° 18 septembre 1891).
- 1969 : Achille-Armand Fould, homme politique français (° 19 septembre 1890).
- 1970 : Jeanne Burgues-Brun, poétesse et romancière française (° 10 février 1886).
- 1976 : Edith Evans, actrice britannique (° 8 février 1888).
- 1977 : Harry Lillis « Bing » Crosby, acteur et chanteur américain (° 3 mai 1903).
- 1978 :
  - Bolesław Filipiak, cardinal polonais (° 1er septembre 1901).
  - Vladimir Mikhaïlovitch Miassichtchev (Владимир Михайлович Мясищев), ingénieur russe (° 11 octobre 1902).
- 1979 : Onorato Damen, homme politique italien (° 4 décembre 1893).
- 1980 :
  - Jean-François Adam (Jean François Albert Hermant Abraham-Adam dit), acteur français (° 14 février 1938).
  - Louis Guilloux, écrivain français (° 15 janvier 1899).
  - Mary O'Hara, femme de lettres américaine (° 10 juillet 1885).
- 1982 :
  - Edward Flynn, boxeur américain (° 25 octobre 1909).
  - Otto von Porat, boxeur norvégien (° 29 septembre 1903).
  - Marcel Waline, universitaire et académicien français ès sciences morales et politiques (° 1er octobre 1900).
- 1983 : Paul Fix, acteur et scénariste américain (° 13 mars 1901).
- 1984 : Martin Ryle, physicien britannique (° 27 septembre 1918).
- 1985 : Emil Guilels (Эмиль Григорьевич Гилельс), musicien soviétique (° 19 octobre 1916).
- 1986 :
  - Claude Bruaire, philosophe français (° 1932).
  - Walter « Spec » O'Donnell, acteur américain (° 9 avril 1911).
  - Keenan Wynn, acteur américain (° 27 juillet 1916).
- 1987 : Robert Lennuier, physicien français (° 13 décembre 1914).
- 1988 :
  - Henri Debluë, écrivain et auteur dramatique suisse (° 3 septembre 1924).
  - René Vietto, coureur cycliste français (° 17 février 1914).
- 1989 :
  - Martin Broszat, historien allemand (° 14 août 1926).
  - René Petit, footballeur français (° 8 octobre 1899).
  - Dov Sadan (דב סדן), homme politique israélien (° 21 février 1902).
- 1990 : Leonard Bernstein, chef d'orchestre et compositeur américain (° 25 août 1918).
- 1991 :
  - Edmond Bertreux, peintre français (° 22 octobre 1911).
  - Walter Maurice Elsasser, physicien allemand (° 20 mars 1904).
  - John Newmark, musicien canadien (° 12 juin 1904).
- 1992 : Rigoberto Lozada, révolutionnaire colombien (° 1928).
- 1993 :
  - François Guy Malary, homme politique haïtien (° 10 juin 1943).
  - Paolo Mantovani, chef d'entreprise italien (° 9 avril 1930).
- 1994 : Yves Gibeau, écrivain français (° 3 janvier 1916).
- 1995 : Edith Pargeter, romancière anglaise (° 28 septembre 1913).
- 1996 :
  - Jean Grimaldi, producteur de spectacles canadien (° 7 octobre 1898).
  - Laura La Plante, actrice américaine (° 1er novembre 1904).
  - Véronique Moest, actrice française (° 21 octobre 1964).
- 1997 :
  - Hy Averback, acteur et réalisateur américain (° 21 octobre 1920).
  - Jacqueline Delubac, actrice française, troisième épouse de Sacha Guitry (° 27 mai 1907).
  - François-Charles, duc d'Harcourt (° 12 juillet 1902).
  - Harold Robbins, écrivain américain (° 21 mai 1916).
- 1998 : Frankie Yankovic, musicien et chef d'orchestre américain (° 15 juillet 1915).
- 1999 : Julius Kambarage Nyerere, homme politique tanzanien, président de la république de Tanzanie de 1964 à 1985 (° 13 avril 1922).
- 2000 :
  - Arthur Edmund « Art » Coulter, hockeyeur canadien (° 31 mai 1909).
  - William T. Hurtz, réalisateur américain (° 7 avril 1919).

### XXIesiècle
- 2001 :
  - Willam Christensen, danseur, chorégraphe et maître de ballet américain (° 27 août 1902).
  - Edgard Derouet, affichiste français (° 26 octobre 1910).
  - Martial Taugourdeau, homme politique français (° 14 décembre 1926).
- 2002 : Norbert Schultze, compositeur allemand (° 26 novembre 1911).
- 2003 :
  - Mohamed Basri (محمد البصري), homme politique marocain (° 1920).
  - François Béranger, chanteur français (° 28 août 1937).
  - Léon Schwartzenberg, médecin et homme politique français (° 2 décembre 1923).
- 2004 :
  - Juan Francisco Fresno Larraín, prélat chilien (° 26 juillet 1914).
  - Claude Marti, publicitaire et conseiller en communication politique français (° 10 novembre 1926).
  - Gérard Mendel, psychiatre français (° 1930).
- 2005 :
  - Winifred Mary Curtis, botaniste australienne (° 15 juin 1905).
  - Oleg Lundstrem (Олег Леонидович Лундстрем), musicien russe (° 2 avril 1916).
- 2006 : Chun Wei Cheung, rameur néerlandais (° 15 avril 1972).
- 2007 :
  - Jeanlouis Cornuz, écrivain suisse (° 17 février 1922).
  - Henry Ingberg, haut fonctionnaire belge (° 16 juillet 1945).
  - Philippe Malaud, diplomate et homme politique français (° 2 octobre 1925).
  - Raymond Pellegrin, acteur français (° 1er janvier 1925).
  - Sigrid Valdis (Patricia Olson dite), actrice américaine (° 21 septembre 1935).
- 2008 :
  - Florence Brunet, actrice française (° 1er avril 1959).
  - Pat Moss-Carlsson (Patricia Ann Moss dite), pilote de rallye britannique (° 27 décembre 1934).
- 2009 :
  - Louis Vincent « Lou » Albano, lutteur et acteur américain (° 29 juillet 1933).
  - Francis Muguet, chercheur français (° 30 avril 1955).
  - Bruce Wasserstein, financier américain (° 25 décembre 1947).
  - Collin Wilcox Paxton, actrice américaine (° 4 février 1935).
- 2010 :
  - Simon MacCorkindale, acteur britannique (° 12 février 1952).
  - Benoît Mandelbrot, mathématicien franco-américain (° 20 novembre 1924).
  - Carla Del Poggio, actrice italienne, veuve du réalisateur Alberto Lattuada (° 2 décembre 1925).
  - Hermann Scheer, homme politique allemand (° 29 avril 1944).
  - Larry Siegfried, basketteur américain (° 22 mai 1939).
- 2011 :
  - Laura Pollán, femme politique cubaine (° 13 février 1948).
  - Gunilla von Post, aristocrate suédoise (° 10 juillet 1932).
- 2012 : Kyle Bennett, cycliste de BMX américain (° 25 septembre 1979).
- 2013 :
  - Wallace Robert « Wally » Bell, arbitre américain de baseball (° 10 janvier 1965).
  - José Borello, footballeur argentin (° 24 novembre 1929).
  - Émile Boutin, historien français (° 1er novembre 1919).
  - Max Cahner, éditeur, homme politique et historien de la littérature catalan (° 3 décembre 1936).
  - Toni Catany (Antoni Catany y Jaume dit), photographe espagnol (° 15 août 1942).
  - Bruno Metsu, joueur puis entraîneur français de football (° 28 janvier 1954).
- 2014 : Elizabeth Peña, actrice américaine (° 23 septembre 1961).
- 2015 : Mathieu Kerekou, homme politique et militaire béninois, président du Bénin de 1972 à 1991 puis de 1996 à 2006 (° 2 septembre 1933).
- 2016 : 
  - Kathryn Adams Doty, actrice américaine (° 15 juillet 1932).
  - Pierre Étaix, acteur, clown, réalisateur et dramaturge français (° 23 novembre 1928).
  - Thom Jones, écrivain américain (° 26 janvier 1945).
  - José Lello, homme politique portugais (° 18 mai 1944).
  - Duška Sifnios, danseuse yougoslave puis macédonienne (° 15 octobre 1933).
  - Song Yeong, écrivain sud-coréen (° 15 mars 1940).
- 2017 :
  - Wolfgang Bötsch, homme politique allemand (° 8 septembre 1938).
  - Lazhar Bououni, juriste, professeur d'université, diplomate et homme politique tunisien (° 2 avril 1948).
  - Roger de Lageneste, pilote de rallyes français (° 30 décembre 1929).
  - Yambo Ouologuem, écrivain malien (° 22 août 1940).
  - Daniel Webb, joueur de baseball américain (° 18 août 1989).
  - Richard Wilbur, poète américain (° 1er mars 1921).
- 2019 : 
  - Ryszard Zaorski, acteur polonais de théâtre, de cinéma et de télévision. (° 27 mars 1928).
  - Sulli (Choi Jin-ri dite), chanteuse, actrice et danseuse sud coréenne (° 29 mars 1994).
- 2020 : Rhonda Fleming, actrice américaine (° 10 août 1923).
- 2021 : 
  - Susagna Arasanz, femme politique andorrane, ministre des finances (° 1960).
  - Raymond Setlakwe, avocat, entrepreneur et homme politique canadien (° 3 juillet 1928).
  - Lee Wan-koo, homme politique sud-coréen et ancien éphémère premier ministre (né vers 1950).
- 2022 : 
  - Robbie Coltrane (Anthony McMillan dit), acteur écossais (° 30 mars 1950).
  - Lola Daviet, jeune fille assassinée (° 18 juillet 2010).
  - Aléxandros Nikolaïdis, taekwondoïste grec (° 17 octobre 1979).
- 2023 :
  - Hédy Attouch, mathématicien français (° 16 février 1949).
  - Rosetta Cutolo, mafieuse italienne (° 1er janvier 1937).
  - Bernd-Ulrich Hergemöller, historien allemand (° 22 octobre 1950).
  - René Serge Larouche, homme politique canadien (° 27 février 1944).
  - Guy Latraverse, producteur de télévision, promoteur de musique et homme d'affaires canadien (° 5 juillet 1939).
  - Piper Laurie, actrice américaine (° 22 janvier 1932).
  - Carlos Leresche, auteur-compositeur franco-suisse (° 28 octobre 1935).
- 2024 :
  - Richard Conroy, homme d'affaires et politique irlandais (° 12 septembre 1933).
  - Keizō Murase, costumier, cascadeur, sculpteur, modéliste et réalisateur de cinéma japonais (° 5 octobre 1933).
  - Rieko Nakagawa, écrivaine et parolière japonaise (° 29 septembre 1935).
  - Janet Nelson, historienne britannique (° 28 mars 1942).

## Célébrations
- ISO : journée mondiale de la normalisation[12].

### Saints des Églises chrétiennes

#### Catholiques et orthodoxes
Saints du jour, :

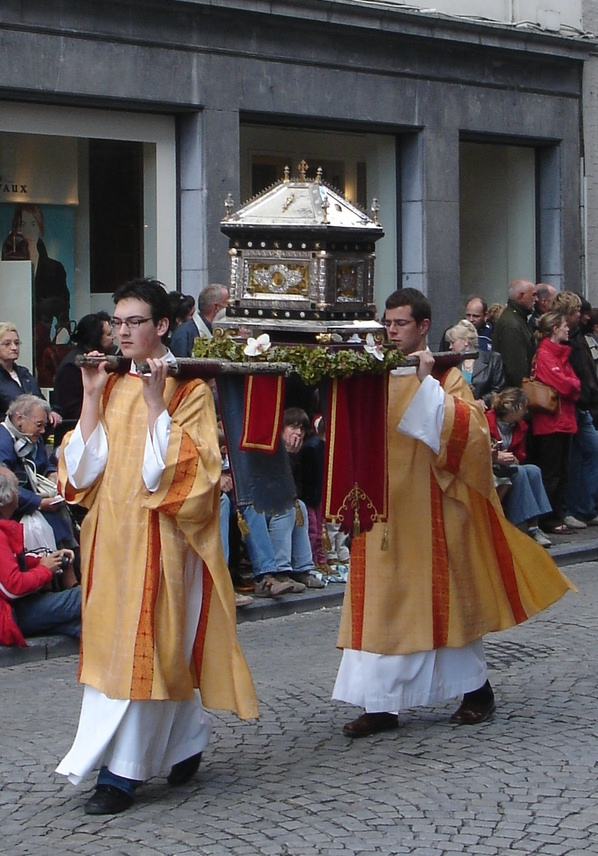
Châsse de Donatien de Reims portée en procession à Bruges.

- Agrat († 711) — ou « Agrice » —, 40e évêque de Vienne.
- Angadrême de Renty († 695), disciple de saint Ouen de Rouen.
- Auréa († 856), et Loup, martyrs de Cordoue.
- Calix († 1010), chevalier aragonais martyr.
- Calixte Ier († vers 222 comme ci-avant), 16e pape, martyr.
- Céleste de Metz († 300), 2e évêque de Metz.
- Côme de Maïouma († 787), hymnographe, évêque de Gaza.
- Donatien de Reims († 389), 8e archevêque de Reims, patron de Bruges.
- Enora († VIIe siècle), fiancée de saint Efflamm.
- Fortunat de Todi († 542), 8e évêque de Todi et patron de cette ville.
- Fortunée († 303 ), avec ses frères, Carpou, Évariste, Priscien, martyrs à Césarée.
- Gaudence de Rimini (it) († 360) — ou « Gaudens » —, 1er évêque de Rimini et martyr, patron de Rimini.
- Just de Lyon († 390), Evêque.
- Ménehould († 490), vierge et patronne d'Eurville-Bienville.
- Parascève († 1050), mystique de la solitude et pèlerine.
- Rothad († 886), 20e évêque de Cambrai.
- Rustique de Trèves († 574), évêque de Trèves.
- Venant de Luni († 603), évêque de Luni[15].

#### Saints et bienheureux catholiques du jour
Saints et béatifiés du jour :
- Anne-Marie Aranda Riera († 1936), bienheureuse espagnole, membre de l'action catholique, martyre pendant la guerre civile espagnole.
- Dominique l'Encuirassé († 1060), ermite camaldule italien.
- François Roslaniec (pl) († 1942), bienheureux prêtre polonais, professeur de théologie à Varsovie, martyr à Dachau.
- Jacques Laigneau de Langellerie († 1794), bienheureux prêtre français, martyr à Angers, sous la Révolution française.
- Roman Lysko († 1949), bienheureux prêtre de Lviv, martyr du régime soviétique.
- Stanislas Mysakowski (pl) († 1942), bienheureux prêtre polonais et martyr au camp de concentration de Dachau.

#### Saints orthodoxes
Outre les saints œcuméniques voire pré-schismatiques ci-avant, aux dates parfois "juliennes" / orientales...
- Ignace Agallianos († 1566), moine sur l'île de Lesbos.
- Nicolas de Tchernigov († 1143), prince russe devenu moine.

### Prénoms
Bonne fête aux Juste et ses variantes voire dérivés : Just voire Justin, Justine, etc.
Et aussi aux :
- Calixte et ses variantes : Calliste, Caliste, Calisto, Calistos, Calistus, Callisto(s), Callistus, Callixte, Cal(l)ix voire Callixto(s) ou Callixtus ; leurs formes féminines : Cal(l)ixta, Calista, Callista, Calliste ou encore Callixte (épicène(s)) voire Calypso sinon callipyges.
- Aux Céleste, Célestin(e/-a/-o) (?), prénoms voisins des précédents au moins phonétiquement.
- Aux Enora, Énora,
- Gwendoline, Gwen(n) voire autres Gaudence ci-avant.

## Traditions et superstitions

### Dicton du jour
« À saint-Calixte, il n'y a plus de fleur à calice. ».

### Astrologie
- Signe du zodiaque : vingt-et-unième jour du signe astrologique de la Balance.

## Toponymie
Les noms de plusieurs voies, places, sites ou édifices de pays ou provinces francophones contiennent cette date sous diverses graphies éventuelles : voir Quatorze-Octobre .